# Hi, Mom!
Hi, Mom! ist eine schwarze Komödie des Regisseurs Brian De Palma aus dem Jahr 1970. Die Hauptrolle spielt Robert De Niro, für den es sein vierter Film ist.

## Handlung
Der junge Fotograf Jon Rubin ist aus dem Vietnamkrieg zurückgekehrt und soll nun für den Pornoproduzenten Joe Banner Sexspiele von Privatpersonen mit versteckter Kamera aufnehmen. Als dabei etwas schiefgeht, verliert er seinen Job und gerät mehr und mehr in den politischen Untergrund der New Yorker Szene.
Er gerät an eine radikale Gruppe Afroamerikaner, die White Anglo-Saxon Protestants zeigen wollen, was es bedeutet, ein Mensch mit dunkler Hautfarbe zu sein. In einer späteren Aufführung wird gezeigt, wie das aus Hellhäutigen bestehende Publikum schwarze Schuhpolitur im Gesicht trägt und von weiß geschminkten dunklen Schauspielern terrorisiert wird. Die weißen Mitglieder versuchen daraufhin, aus dem Gebäude zu fliehen, werden aber in einen Fahrstuhl gelockt. Während zwei Dunkelhäutige (noch immer weiß angemalt) eine weiße Zuschauerin vergewaltigen, erreicht Jon Rubin, als New Yorker Polizist verkleidet, das Geschehen und verhaftet weiße Zuschauer im Glauben, dass sie Afroamerikaner seien.

## Hintergrund
Hi, Mom! übernimmt die Thematik von Brian De Palmas anarchistischem Bandenfilm Greetings (1968) und „politisiert den ‚Peeping Tom‘-Stoff mit damals angesagten Parolen“. In den USA war der Film durch den Zustrom der Leute aus der erstarkenden Gegenkultur derart erfolgreich, dass De Palma ein Angebot von Warner Bros. erhielt, die Komödie Hilfe, ich habe Erfolg (1972, Originaltitel: Get to Know Your Rabbit) zu drehen. Der Film erinnert mit seinen  filmisch festgehaltenen Beobachtungen an Alfred Hitchcocks Fenster zum Hof, aber auch an den Stil von Jean-Luc Godards Avantgardefilmen.
Der Film wurde in den USA anfangs, aufgrund der sexuellen Gewaltdarstellungen, nur für Personen über 18 Jahre freigegeben. Nachdem der Film gekürzt wurde, erhielt der Film ein R-Rating.